# NGC 367
NGC 367 ist eine Balken-Spiralgalaxie vom Hubble-Typ SBcd im Sternbild Walfisch südlich der Ekliptik. Sie ist schätzungsweise 345 Millionen Lichtjahre von der Milchstraße entfernt und hat einen Durchmesser von etwa 90.000 Lichtjahren. 

Das Objekt wurde im Jahr 1886 von dem US-amerikanischen Astronomen Frank Muller entdeckt.